# Trichosalpinx werneri
Trichosalpinx werneri är en orkidéart som beskrevs av Carlyle August Luer. Trichosalpinx werneri ingår i släktet Trichosalpinx och familjen orkidéer.
Artens utbredningsområde är Ecuador. Inga underarter finns listade i Catalogue of Life.